# Al-Ittihad Al-Iskandary
L'Al-Ittihad Al-Sakndary (in arabo نادي الاتحاد السكندري‎?), noto in italiano come Al-Ittihad Alessandria, è una società calcistica egiziana di Alessandria d'Egitto. Milita nella Prima Divisione, la massima serie del campionato nazionale.

## Storia
Il club fu fondato nel 1906 ad Alessandria d'Egitto con il nome di Unione, sotto la guida di Hassan Ismail. Nel 1908 cambiò nome in Club Nazionale Unione. Nel 1910 Abu Zeidi creò il Club Campioni Uniti, mentre due anni dopo la presidenza passò ad Abdo El-Hamami. Nel 1914 dalla fusione del Club Nazionale Unione con l'El-Haditha nacque l'Al-Ittihad, che nel 1918 si fuse a sua volta con il Club Alessandria a formare un nuovo sodalizio, che assunse il nome di Al-Ittihad Al-Iskandary, presieduto da Mohammed Shaheen.
Nel 2014 la squadra ha celebrato i cento anni di storia con una partita amichevole contro lo Sporting Lisbona (2-2).

## Palmarès

### Competizioni nazionali
- Coppa d'Egitto: 6

1926, 1936, 1948, 1963, 1973, 1976
- Coppa del Sultano Hussein: 1

1935

### Altri piazzamenti
- Coppa d'Egitto:

Finalista: 1921-1922, 1924-1925, 1928-1929, 1929-1930, 1954-1955, 1961-1962, 1987-1988, 2004-2005
Semifinalista: 2009-2010
- Coppa delle Coppe d'Africa:

Semifinalista: 1977

## Competizioni CAF
- Coppa della Confederazione CAF

2006: secondo turno
- Coppa delle Coppe d'Africa

1975: quarti di finale
1977: semi-finale
1979: primo turno

## Organico

### Rosa 2021-2022
Aggiornata al 9 settembre 2021.
| N. |                           | Ruolo | Calciatore              |
| -- | ------------------------- | ----- | ----------------------- |
| 1  | Egitto (bandiera)         | P     | Emad El-Sayed           |
| 3  | Giamaica (bandiera)       | D     | Damion Lowe             |
| 4  | Egitto (bandiera)         | D     | Mahmoud Rizk            |
| 5  | Egitto (bandiera)         | D     | Mohamed Atwa            |
| 6  | Egitto (bandiera)         | D     | Sabri Raheel            |
| 8  | Egitto (bandiera)         | C     | Ahmed Manga             |
| 9  | Egitto (bandiera)         | A     | Khaled Kamar (capitano) |
| 10 | Egitto (bandiera)         | C     | Khaled El Ghandour      |
| 11 | Egitto (bandiera)         | D     | Hesham Salah            |
| 13 | Egitto (bandiera)         | D     | Elsayed Salem           |
| 14 | Egitto (bandiera)         | D     | Karim Yehia             |
| 15 | Egitto (bandiera)         | A     | Mohamed El Sabahi       |
| 17 | Egitto (bandiera)         | D     | Karim El Deeb           |
| 18 | Egitto (bandiera)         | A     | Semo                    |
| 19 | Egitto (bandiera)         | A     | Ahmed Heggy             |
| 20 | Costa d'Avorio (bandiera) | A     | Razack Cissé            |
| 21 | Egitto (bandiera)         | D     | Mahmoud Shaaban         |
| 22 | Egitto (bandiera)         | A     | Ahmed Rashed            |
| 23 | Egitto (bandiera)         | P     | Sobhi Soliman           |
| 24 | Egitto (bandiera)         | A     | Fawzi El Henawy         |

| N. |                         | Ruolo | Calciatore          |
| -- | ----------------------- | ----- | ------------------- |
| 25 | Egitto (bandiera)       | C     | Hossam Ashour       |
| 26 | Angola (bandiera)       | A     | Mabululu            |
| 27 | Uganda (bandiera)       | A     | Emmanuel Okwy       |
| 28 | Egitto (bandiera)       | C     | Marwan Ateya        |
| 30 | Egitto (bandiera)       | D     | Marwan El Nagar     |
| 32 | Egitto (bandiera)       | D     | Mostafa Ibrahim     |
| 33 | Egitto (bandiera)       | A     | Ahmed Hamdin        |
| 34 | Egitto (bandiera)       | C     | Abdelghani Mohamed  |
| 35 | Egitto (bandiera)       | D     | Ragab El Safi       |
| 38 | Egitto (bandiera)       | A     | Mohamed Kamel       |
| 99 | Egitto (bandiera)       | P     | Mohamed Sobhi       |
|    | Egitto (bandiera)       | P     | Amr Khalil          |
|    | Egitto (bandiera)       | A     | Karim Mamdouh       |
|    | Egitto (bandiera)       | D     | Mohamed Anwar       |
|    | Burkina Faso (bandiera) | C     | Saïdou Simporé      |
|    | Ghana (bandiera)        | C     | Salifu Moro         |
|    | Egitto (bandiera)       | C     | Nader Ramadan       |
|    | Egitto (bandiera)       | C     | Mostafa Ramadan     |
|    | Egitto (bandiera)       | P     | Ahmed Yehia         |
|    | Egitto (bandiera)       | D     | Mohamed Abdel Salam |
|    | Egitto (bandiera)       | C     | Ahmed Adel          |